# Américo (Sänger)

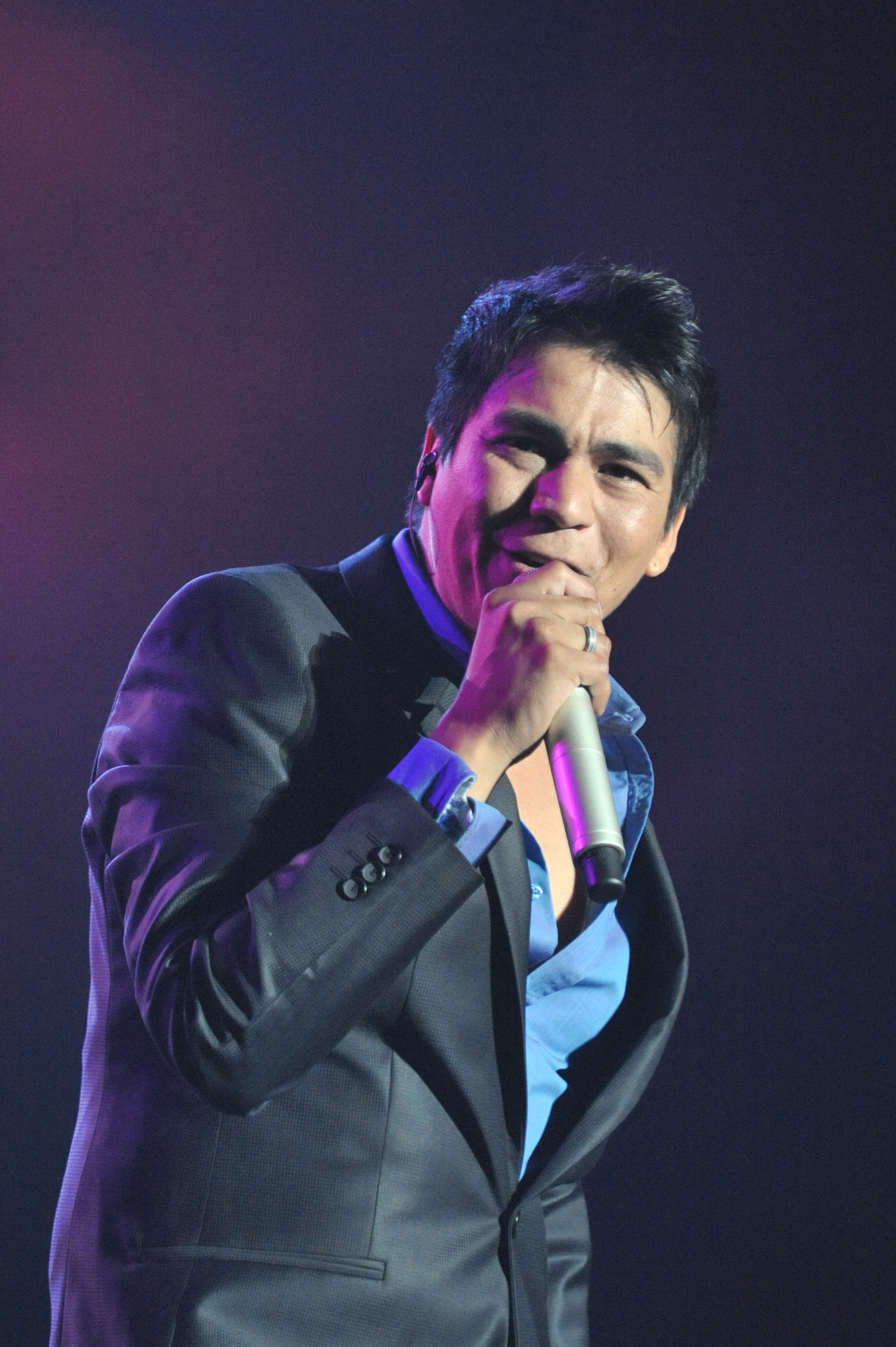
Américo

Américo  (* 24. Dezember 1977 in Arica; eigentlich Domingo Jonhy Vega Urzúa) ist ein chilenischer Sänger.

## Karriere
Im Alter von sechs Jahren begann er an verschiedenen Festivals teilzunehmen. Sein erstes Album veröffentlichte er im Alter von neun Jahren mit dem Titel "Para mis padres" (deutsch: Für meine Eltern) auf. Im Jugendalter nahm er sein zweites Album, "Mi colegiala" (deutsch: Meine Schülerin) auf. Américo hatte elf Alben veröffentlicht. 2005 zog er, zusammen mit der Band "La Nueva Alegría", von Algerien zurück nach Europa. Von der Band trennte er sich 2007 wieder und nahm im gleichen Jahr am "¿Cuánto vale el show? (wörtlich deutsch: Wie hoch ist die Show?). Zwei neue Alben drehte er 2008, Así es und A morir. Die Rezeption der Medien waren positiv und haben mit Einfluss darauf, dass er richtig durchstarten konnte.
Ende des Jahres 2008 veröffentlichte er das Album „Feria Music“ und verkaufte 8000 Exemplaren in der ersten Woche. Im Sommer 2009 gab er eine Tournee durch Chille. Am internationalen Tag der Frauen sang er im Teatro Caupolicán für den Präsidenten, der ebenfalls im Theater, unter 5000 Zuschauern, anwesend war. Im selben Jahr trat er eine Reise nach Peru an, was sein Startschuss für die internationale Karriere war. Im Februar 2010 gab er seinen ersten Auftritt beim Internationalen Songfestival von Viña del Mar und trat am 25. Februar 2010 als erster Künstler auf.

## Diskografie

### Studioalben
- 1988: La plegaria de un niño
- 1994: Tropicalmente
- 2004: Por una mujer
- 2008: Así es
- 2008: A morir
- 2010: Yo soy
- 2011: Yo sé
- 2013: Américo de América

### Kompilationen
- 2014: Por Siempre

### Singles
- 2008: Así es
- 2008: Traicionera
- 2009: Te vas
- 2009: Que levante la mano
- 2010: Niña ay
- 2010: Adiós Amor
- 2011: Amigo salud
- 2011: Te eché al olvido
- 2011: No puedo olvidarte
- 2012: Amor se escribe con llanto
- 2013: Boom boom boom (mit Crossfire)
- 2013: Sueño imaginado (mit Francisca Valenzuela)
- 2013: Yo quiero, quiero (mit Franco Figueroa)
- 2014: Lo Que Me Hizo Usted
- 2014: Nada Más